# Eugeniusz Romiszewski
Eugeniusz Romiszewski (ur. 24 grudnia 1869 w Płocku, zm. 7 lipca 1931 w Zakopanem) – polski lekarz, tytularny generał brygady Wojska Polskiego.

## Życiorys
Eugeniusz Romiszewski był synem Władysława, generała armii rosyjskiej, i Anny z Dżakelich. Był młodszym bratem Modesta, generała dywizji WP.
Uczęszczał do gimnazjum w Łomży. Studiował i zakończył w 1893 medycynę w Wojskowej Akademii Medycznej w Petersburgu. Od 1890 służył jako oficer zawodowy - lekarz w Marynarce Wojennej Imperium Rosyjskiego. W latach 1913–1917 był naczelnym lekarzem Oficerskiej Szkoły Lotniczej w Petersburgu.
25 sierpnia 1922 został przyjęty do rezerwy w stopniu podpułkownika lekarza w korpusie oficerów sanitarnym i przydzielony do Kompanii Zapasowej Sanitarnej Nr I. W latach 1922–1926 pozostawał w służbie czynnej, najpierw w I, następnie w II batalionie sanitarnym, następnie szef Wydziału Sperrewizyjno-Inwalidzkiego Dowództwa Okręgu Korpusu Nr III w Grodnie. Pełniąc służbę na tym stanowisku pozostawał na etacie przejściowym 3 Batalionu Sanitarnego.
Z dniem 1 lipca 1924 został przemianowany na oficera zawodowego w stopniu pułkownika ze starszeństwem z 1 lipca 1919 i 2. lokatą w korpusie oficerów sanitarnych, grupa lekarzy. 11 lutego 1926 Prezydent RP Stanisław Wojciechowski mianował go generałem brygady wyłącznie z prawem do tytułu z dniem 30 kwietnia 1926 - przeniesienia w stan spoczynku. Ostatnie lata życia spędził w Zakopanem. Tam zmarł 7 lipca 1931.
Żonaty z Heleną z domu Wagas. Miał dwoje dzieci: Helenę (ur. 1910) i Eugeniusza (ur. 1910).